# Pelochyta misera
Pelochyta misera är en fjärilsart som beskrevs av William Schaus 1911. Pelochyta misera ingår i släktet Pelochyta och familjen björnspinnare. Inga underarter finns listade i Catalogue of Life.